# بروتين A
البروتين أ (بالإنجليزية: Protein A)‏ هو بروتين سطحي وزنه 42 كيلودالتون يتواجد أساسا في الجدار الخلوي لبكتيريا مكورة عنقودية ذهبية ويتم تشفيره بواسطة الجين SPA ويتم التحكم في تنظيمه بواسطة طوبولوجيا الدنا، الأسمولية الخلوية و نظام ثنائي المكونات يسمى ArlS-ArlR. وُجد له استخدام في أبحاث الكيمياء الحيوية بسبب قدرته على الارتباط بالغلوبولينات المناعية. يتكون من خمس نطاقات ارتباط بالغلوبولين المناعي متماثلة، تتطوى لتشكل حزمة ثلاث لوالب. يستطيع كل نطاق أن يرتبط ببروتينات من مختلف أجناس الثدييات، وأشهرها  الغلوبيولينات المناعية ج. يرتبط بالسلسلة الثقيلة داخل منطقة Fc لمعظم الغلوبيولينات المناعية وكذلك بالمنطقة فاب (Fab) كما  في حالة VH3 العائلي البشري. عبر هذه التآثرات في مصل الدم، أين ترتبط جزيئات IgG في الاتجاه الخاطئ (بالنسبة لوظيفة المستضد الطبيعية)، تعطل البكتيريا الطهاية و البلعمة.